# Nehoda na letecké základně Ramstein
Letecká nehoda na základně Ramstein se stala 28. srpna 1988 při leteckém dni, na který přišlo kolem 300 tisíc diváků. Při neštěstí přišlo o život 67 diváků a 3 piloti.

## Popis havárie

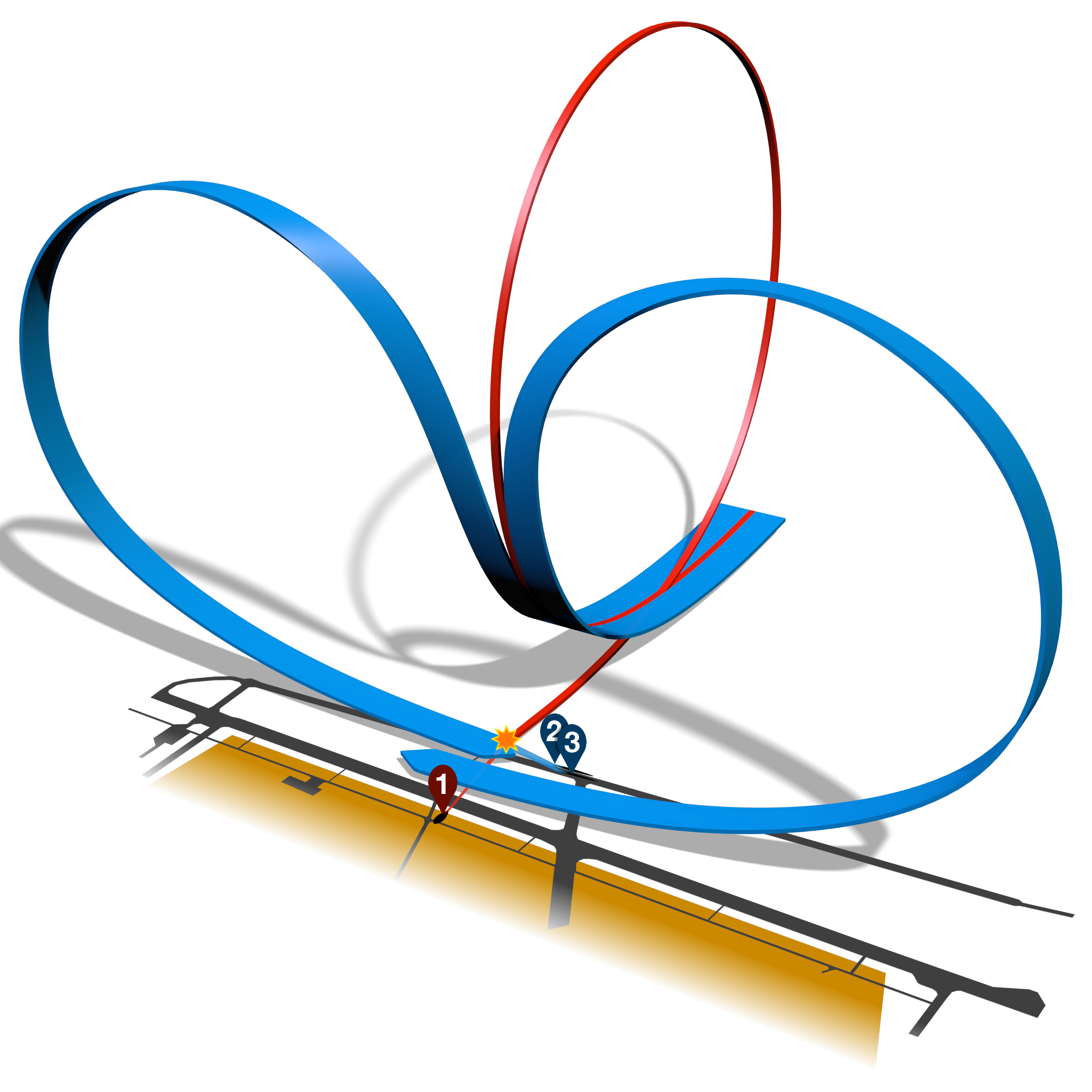
Diagram nehody na leteckém dni

Let italské akrobatické skupiny Frecce Tricolori (Tříbarevné šípy) měl být vrcholem leteckého dne. Skupinu tvořilo deset cvičných proudových letounů Aermacchi MB-339A/PAN, které byly pilotovány zkušenými vojenskými piloty.
Letouny odstartovaly v 15.40. Závěrem vystoupení měl být manévr zvaný Cardioide – Probodnuté srdce. Při něm se skupina rozdělí – pětičlenná a čtyřčlenná část vykreslí každá polovinu srdce a dole se letouny minou. Desáté letadlo pilotované sólistou proletí vykresleným srdcem jako šíp.
Finální část manévru se měla odehrát ve výšce 40 metrů nad hlavami diváků. Ve chvíli dokončení srdce a míjení se nad ranvejí, letěl letoun sólisty příliš nízko a střetl se s jedním ze strojů přilétajících z levé strany srdce. Sólista křídlem proťal kokpit druhého stroje a poté zasáhl třetí stroj, kterému kokpitem poškodil ocasní plochy. Druhý a třetí letoun se zřítily na ranvej a do přilehlého lesa. Neřiditelný stroj sólisty dál pokračoval ve směru letu, dopadl vedle ranveje na silnici, explodoval a odrazil se do davu diváků.
Všichni tři piloti na místě zahynuli; jeden z nich se sice stihl katapultovat, ale byl příliš nízko a neotevřel se mu padák. Zbylých sedm strojů (dva lehce poškozené úlomky) odletělo na nedalekou základnu Sembach.
Letoun, který dopadl na ranvej, zasáhl záchranářskou helikoptéru; její pilot na následky těžkých popálenin později zemřel. Vše se odehrálo během sedmi sekund.